# Urban Discotheque
Urban Discotheque – drugi album studyjny polskiej grupy muzycznej Jamal. Wydawnictwo ukazało się 3 października 2008 roku nakładem wytwórni muzycznej EMI Music Poland. Nagrania dotarły do 29. miejsca listy OLiS. Piosenka Pull Up została wykorzystana w grze Need for Speed: Shift.

## Lista utworów
Opracowano na podstawie materiału źródłowego.
1. Miodu, Frenchman - "Satta" (prod. Miodu, Frenchman) - 3:23[a]
2. Miodu, Frenchman, Grizzlee - "Pull up" (prod. Kuba Galiński, Miodu, Grizzlee) - 2:45
3. Miodu, Frenchman, Grizzlee - "Trippin’" (prod. Kuba Galiński, Miodu, Gienia, Frenchman) - 5:20
4. Miodu, Frenchman, Grizzlee - "Mierzyć wyżej" gościnnie: Cheeba (prod. Kuba Galiński, Miodu, Grizzlee) - 2:44
5. Miodu, Grizzlee - "Pójdę tylko tam" (prod. Gienia, Miodu, Grizzlee) - 4:00
6. Miodu, Frenchman - "Stereo" gościnnie: DJ Bart (prod. Kuba Galiński, Frenchman, Miodu) - 3:05
7. Miodu, Grizzlee - "Ogień" (prod. Miodu, Gienia) - 4:05
8. Frenchman - "Afro" gościnnie: Grubson (prod. Kuba Galiński, Frenchman) - 4:07
9. Miodu, Frenchman - "1...2..." (prod. Gienia) - 3:13
10. Miodu, Frenchman - "Bilet" (prod. Kuba Galiński, Miodu) - 3:09
11. Miodu, Frenchman - "Well well" (prod. Gienia, Frenchman, Woocheck) - 3:49
12. Miodu, Frenchman - "Oryginał" (prod. Kuba Galiński, Miodu) - 2:38
13. Miodu, Frenchman Grizzlee - "Mantra" (prod. Gienia, Miodu) - 3:38
14. Miodu, Frenchman - "Boom" gościnnie: Zgas (prod. Gienia) - 3:25
15. Miodu, Frenchman Grizzlee - "Słońca łan" (prod. Gienia, Miodu) - 3:19
16. Miodu, Frenchman - "Między słowami" (prod. Kuba Galiński, Miodu) - 3:57